# Kerkhofkevers
De kerkhofkevers (Monotomidae) zijn een familie van kevers (Coleoptera) in de onderorde van de Polyphaga.

## In Nederland waargenomen soorten
- Genus: Monotoma
  - Monotoma angusticollis - (Smalhalsmierenkever)
  - Monotoma bicolor
  - Monotoma brevicollis
  - Monotoma conicicollis
  - Monotoma longicollis
  - Monotoma picipes
  - Monotoma punctaticollis
  - Monotoma quadricollis
  - Monotoma quadrifoveolata
  - Monotoma spinicollis
  - Monotoma testacea
- Genus: Rhizophagus
  - Rhizophagus aeneus
  - Rhizophagus bipustulatus
  - Rhizophagus cribratus
  - Rhizophagus depressus - (Platte gele schorskever)
  - Rhizophagus dispar
  - Rhizophagus fenestralis
  - Rhizophagus ferrugineus - (Sparrenglanskever)
  - Rhizophagus grandis
  - Rhizophagus nitidulus
  - Rhizophagus parallelocollis
  - Rhizophagus perforatus
  - Rhizophagus picipes